# قلعه‌نو (خرم‌آباد)
قلعه‌نو روستایی در دهستان رباط بخش مرکزی شهرستان خرم‌آباد استان لرستان ایران است.

## جمعیت
بر پایه سرشماری عمومی نفوس و مسکن در سال ۱۳۹۵ جمعیت این روستا ۳۳۹ نفر (۹۷خانوار) بوده‌است.